# Schismadillo rouxi
Schismadillo rouxi är en kräftdjursart som beskrevs av Karl Wilhelm Verhoeff1926. Schismadillo rouxi ingår i släktet Schismadillo och familjen Armadillidae. Inga underarter finns listade i Catalogue of Life.